# Asia-Pol
Pour plus de détails, voir Fiche technique et Distribution.
Asia-Pol (アジア秘密警察, Ajia himitsu keisatsu) est un film japono-hongkongais réalisé par Akinori Matsuo, sorti en 1966.
Coproduction entre deux studios, il a été tourné dans deux versions différentes, le rôle principal étant tenu par un acteur différent.

## Synopsis
Un agent secret appartenant à l'organisation internationale Asia-Pol s'attaque à un groupe de brigands dirigés par le mystérieux George, tout en cherchant à démêler les fils embrouillés de sa généalogie familiale.

## Fiche technique
- Titre : Asia-Pol
- Titres originaux : アジア秘密警察 (Ajia himitsu keisatsu?), 亞洲秘密警察
- Réalisation : Akinori Matsuo
- Scénario : Gan Yamazaki
- Société de production : Nikkatsu, Shaw Brothers
- Pays d'origine :  Japon,  Hong Kong
- Langue originale : japonais / mandarin
- Format : couleurs - 2,35:1 Cinémascope - mono - 35 mm
- Genre : film policier - film d'espionnage
- Date de sortie : 
  - version japonaise : 10 décembre 1966[1]
  - version hongkongaise : 1967

## Distribution
- Hideaki Nitani (version japonaise) / Wang Yu (version chinoise) : un employé d'une agence intergouvernementale de police internationale asiatique
- Joe Shishido : George, un homme profondément blessé par le comportement de son père japonais envers sa mère malaisienne et désireux de se venger du Japon en le frappant au portefeuille
- Ruriko Asaoka : une secrétaire amoureuse du héros
- Wang Hsieh : un tireur d'élite pratiquant le meurtre moyennant rémunération
- Fang Ying : une jeune fille cherchant à venger son père
- Keiko Yumi : Akiko, la compagne de George, une jeune fille au tempérament explosif
- Tomoko Hamakawa : la sœur d'Akiko